# Wesley Lopes Beltrame
Wesley Lopes Beltrame (Catanduva, 24 juni 1987) is een Braziliaans voetballer die uitkomt voor SE Palmeiras.

## Carrière
In 2005 ging Wesley in de jeugd van Santos spelen. In 2007 mocht hij zijn debuut maken in het profvoetbal. In het seizoen 2009/10 werd Wesley verhuurd aan Atlético Paranaense. In 2010 maakte hij de overstap naar de Duitse Bundesliga en tekende bij Werder Bremen. Twee jaar later keerde hij terug naar Brazilië en vervoegde het elftal van SE Palmeiras. Wesley scheurde begin 2012 zijn kruisbanden waardoor hij gans het jaar 2012 out was.
| Seizoen   | Club                | Wedstrijden (Goals) |
| --------- | ------------------- | ------------------- |
| 2007-2010 | Santos              | 81 (11)             |
| 2009-2010 | Atlético Paranaense | 33 (2)              |
| 2010-2012 | Werder Bremen       | 26 (2)              |
| 2012-...  | SE Palmeiras        | 7 (0)               |